# سحابی بومرنگ
سحابی بومرنگ (انگلیسی: Boomerang Nebula) یک سحابی پیش‌سیاره‌ای است که در فاصله ۵۰۰۰ سال نوری از زمین در صورت فلکی قنطورس قرار دارد. این سحابی همچنین به‌عنوان «سحابی پاپیون» شناخته می‌شود و به عنوان LEDA 3074547 فهرست بندی شده‌است. دمای سحابی در ۱ کلوین (۲۷۲٫۱۵- درجه سانتیگراد؛ ۴۵۷٫۸۷- درجه فارنهایت) اندازه‌گیری شده‌است و آن را به خنک‌ترین مکان طبیعی شناخته شده در حال حاضر در جهان تبدیل می‌کند.
باور کنونی بر این است که سحابی بومرنگ یک سامانه ستاره‌ای است که به سمت فاز سحابی سیاره‌ای شدن در حال تکامل است. به دلیل خروج گاز از هسته‌اش، جایی که ستاره در مراحل پایانی زندگی‌اش جرم از دست می‌دهد و غبار روشن‌کننده نور ستاره‌ای را در سحابی می‌پراکند، به شکل‌گیری و توسعه ادامه می‌دهد. دانه‌های گرد و غبار در مقیاس میلی‌متری بخش‌هایی از مرکز سحابی را می‌پوشانند، بنابراین بیشترین نور مرئی از بیرون در دو لوب متضاد است که شکل مشخصی از ساعت شنی را از دیدگاه زمین تشکیل می‌دهند. گاز خروجی با سرعتی در حدود ۱۶۴ کیلومتر بر ثانیه به سمت خارج حرکت می‌کند و با حرکت به فضا به سرعت در حال گسترش است. این انبساط گاز منجر به ایجاد دمای پایین غیرعادی سحابی می‌شود.
کیت تیلور و مایک اسکاروت در سال ۱۹۸۰ پس از رصد آن با تلسکوپ انگلیسی-استرالیایی در رصدخانه سایدینگ اسپرینگ، آن را «سحابی بومرنگ» نامیدند. این اخترشناسان که قادر به مشاهده آن با وضوح بالا نبودند، صرفاً یک عدم تقارن جزئی در لبه‌های سحابی مشاهده کردند که شکلی منحنی مانند یک بومرنگ را نشان می‌داد. این سحابی با جزئیات آن توسط تلسکوپ فضایی هابل در سال ۱۹۹۸ عکسبرداری شد و شکل ساعت شنی متقارن‌تری را نشان داد.
در سال ۱۹۹۵، با استفاده از تلسکوپ ۱۵ متری سوئدی-ESO زیر میلی‌متری در شیلی، اخترشناسان دمای آن را یک درجه بالاتر از صفر مطلق (۲۷۲٫۱۵- درجه سانتی گراد) اندازه گرفتند. این باعث می‌شود که علاوه بر دمای ایجاد شده توسط آزمایشگاه، سردترین مکان در کیهان باشد که تاکنون کشف شده‌است. حتی تابش زمینه کیهانی ۲٫۷ کلوین از انفجار بزرگ گرمتر از این سحابی است. این تنها شیء طبیعی است که تاکنون یافت شده و دمای آن کمتر از تابش پس‌زمینه است.